# Chemins de fer fédéraux suisses
« CFF » redirige ici. Pour les autres significations, voir CFF (homonymie).
Pour les articles homonymes, voir SBB et FFS.
Les Chemins de fer fédéraux suisses (CFF ; en allemand : Schweizerische Bundesbahnen, SBB ; en italien : Ferrovie Federali Svizzere, FFS ; en romanche : Viafiers federalas svizras, VFF, ou VFS) sont la principale compagnie ferroviaire de Suisse. Son siège social est à Berne. Créés en 1902 avec la nationalisation d'une grande partie du réseau ferroviaire suisse, ils ont en 1999 acquis le statut de société anonyme de droit public dont le capital est détenu en totalité par l'État fédéral.
Les CFF sont une compagnie ferroviaire intégrée, à la fois gestionnaire d'infrastructure ferroviaire et entreprise ferroviaire, structurée en quatre divisions, Infrastructure, Voyageurs, Cargo et Immobilier. Ils exploitent un réseau de 3 173 km, premier de Suisse par la longueur, sur lequel ils assurent le trafic passagers et fret, totalisant en 2018 1,25 million de passagers par jour et 16 974 millions de tonnes-kilomètres de fret. Ils ont pour cette même année réalisé un bénéfice de 568 millions de francs suisses, sur un résultat d'exploitation de 9 645 millions.

## Entreprise

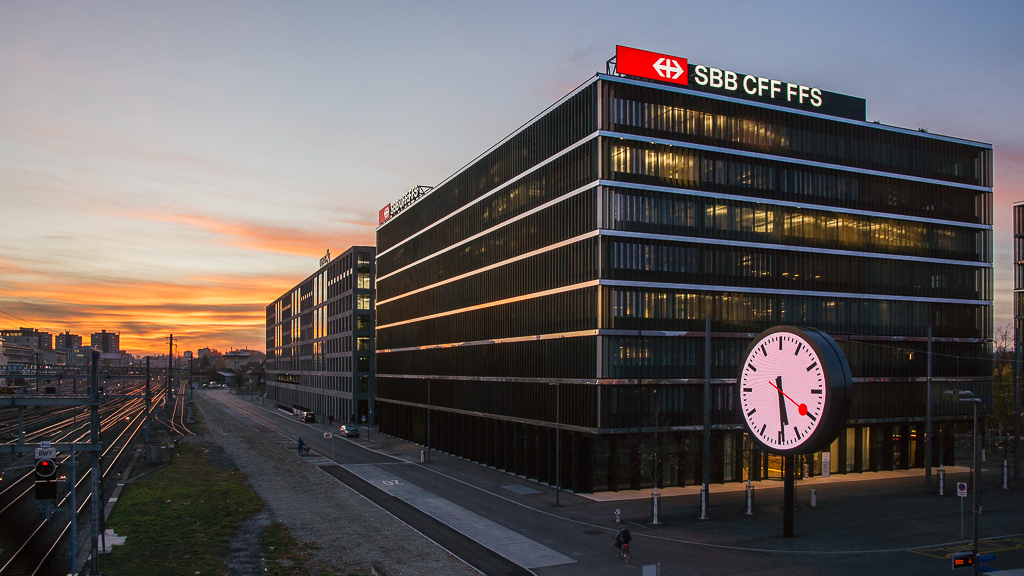
Siège social à Berne.

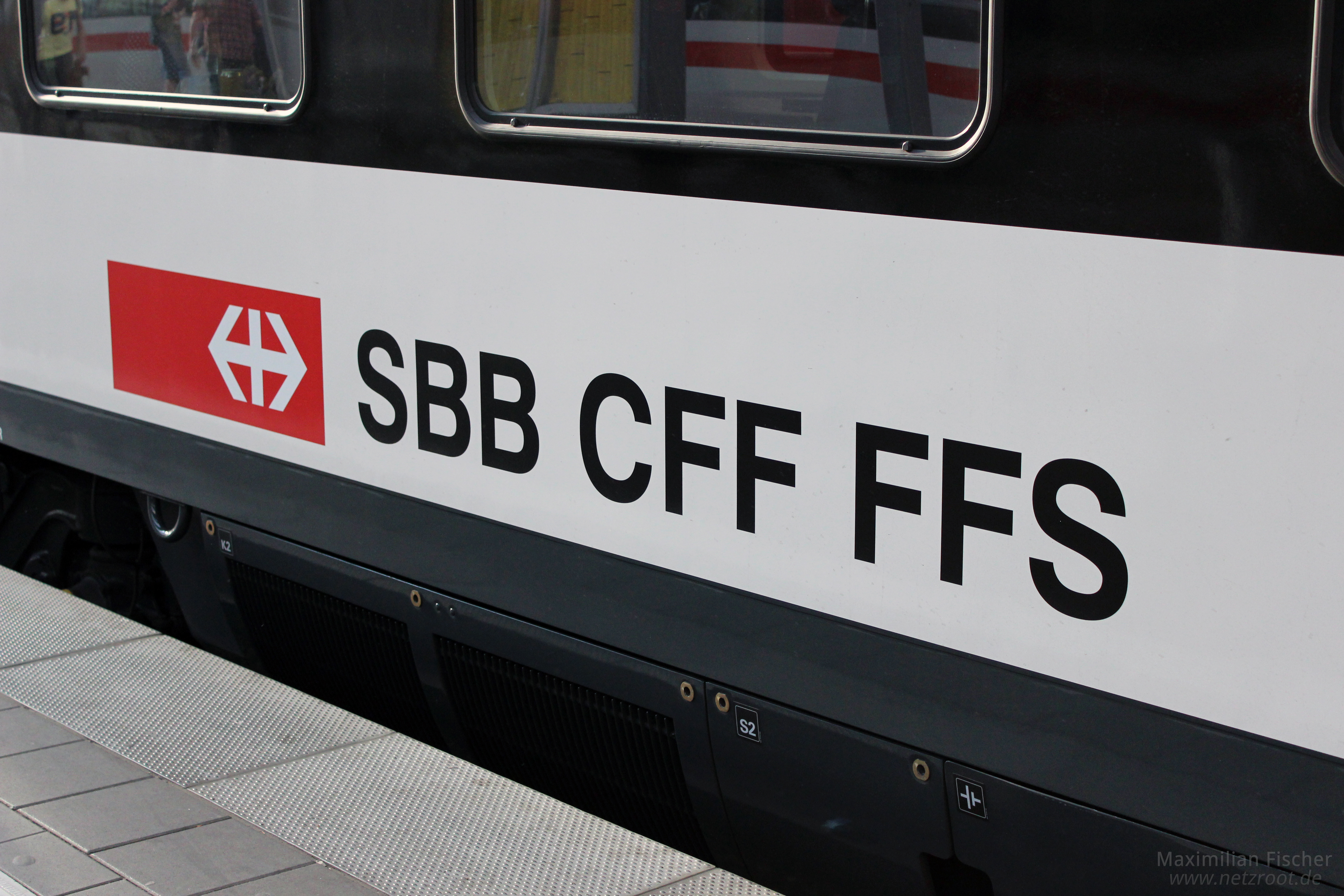
Logo des CFF sur une voiture de type unifiée IV.

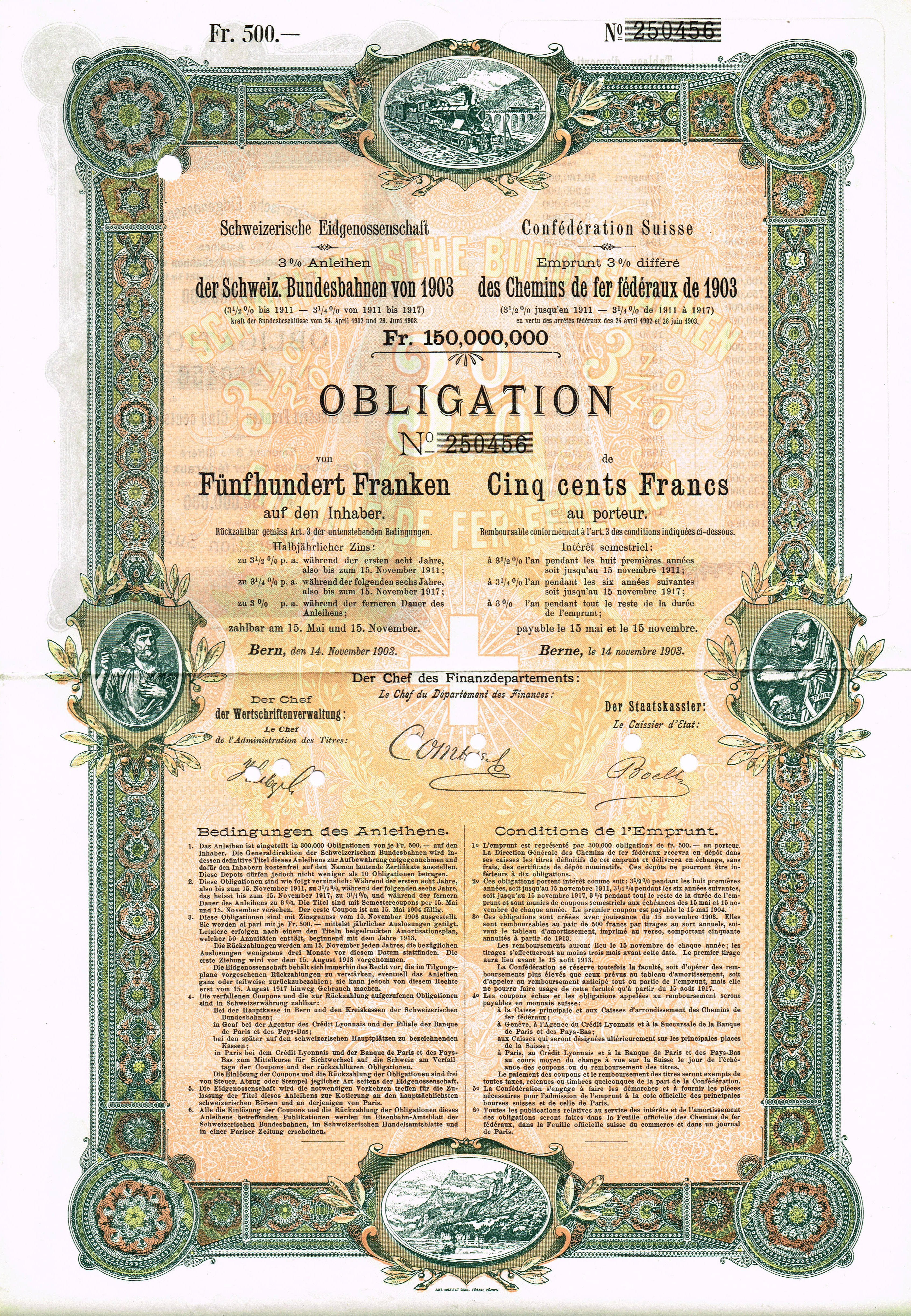
Obligation des CFF en date du 14 novembre 1903.

Les CFF sont une entreprise ferroviaire intégrée, c'est-à-dire qu'elle exerce à la fois le métier d'exploitant, par ses divisions transport « voyageurs » et « marchandises » (CFF Cargo), et celui de gestionnaire d'infrastructure ferroviaire par sa division « infrastructure ». Les CFF exercent également une quatrième activité : la gestion immobilière. Concernant le transport de voyageurs, les produits de la société sont notamment des EuroCity, InterCity, ICN (train pendulaire), InterRegio, RegioExpress, Regio et S-Bahn.
L'ancien président de la direction des CFF, Benedikt Weibel, était aussi le président de l'Union internationale des chemins de fer (UIC) et membre du conseil d'administration de la SNCF. Le 24 février 2006, Benedikt Weibel a donné sa démission de la direction des CFF, avec effet à la fin de l'année 2006, pour raisons personnelles. C'est Andreas Meyer, nommé à la tête de l'entreprise le 23 juin 2006, qui lui a succédé le 1er janvier 2007. Il a occupé cette fonction jusqu'au 30 mars 2020, date à laquelle il a souhaité se retirer. Depuis le 1er avril 2020, c'est Vincent Ducrot, ancien directeur des Transports publics fribourgeois (TPF), qui occupe le poste de président de la direction (CEO) des CFF, auquel il avait été nommé le 10 décembre 2019.
L'entreprise comptait 32 309 salariés en 2018.

## Histoire
Les CFF furent créés le 1er janvier 1902 par la nationalisation de plusieurs sociétés privées suisses, parmi lesquelles :
- l'Aargauische Südbahn (ASB) ;
- la Bötzbergbahn (BöB) ;
- la Chemins de fer du Nord-Est (NOB) ;
- la Compagnie du Central-Suisse (SCB) ;
- la Toggenburgerbahn (de) (TB) ;
- l'Union-Suisse (VSB) ;
- la Wald-Rüti-Bahn (de) (WR) ;
- la Wohlen-Bremgarten-Bahn (de) (WB).

D'autres compagnies seront ensuite annexées par les CFF, notamment la Jura-Simplon (JS), le 1er mai 1903 ; la Gotthardbahn-Gesellschaft (de) (GB), le 1er mai 1909 ; la Genève-La Plaine (GP), le 1er janvier 1913 ; la Jura neuchâtelois (de) (JN), le 1er juillet 1913 ; la Tösstalbahn (de) (TTB), le 1er janvier 1918 ; la Seetalbahn (STB), le 1er janvier 1922 et l'Uerikon-Bauma-Bahn (de) (UeBB), le 3 octobre 1948.

## Réseau

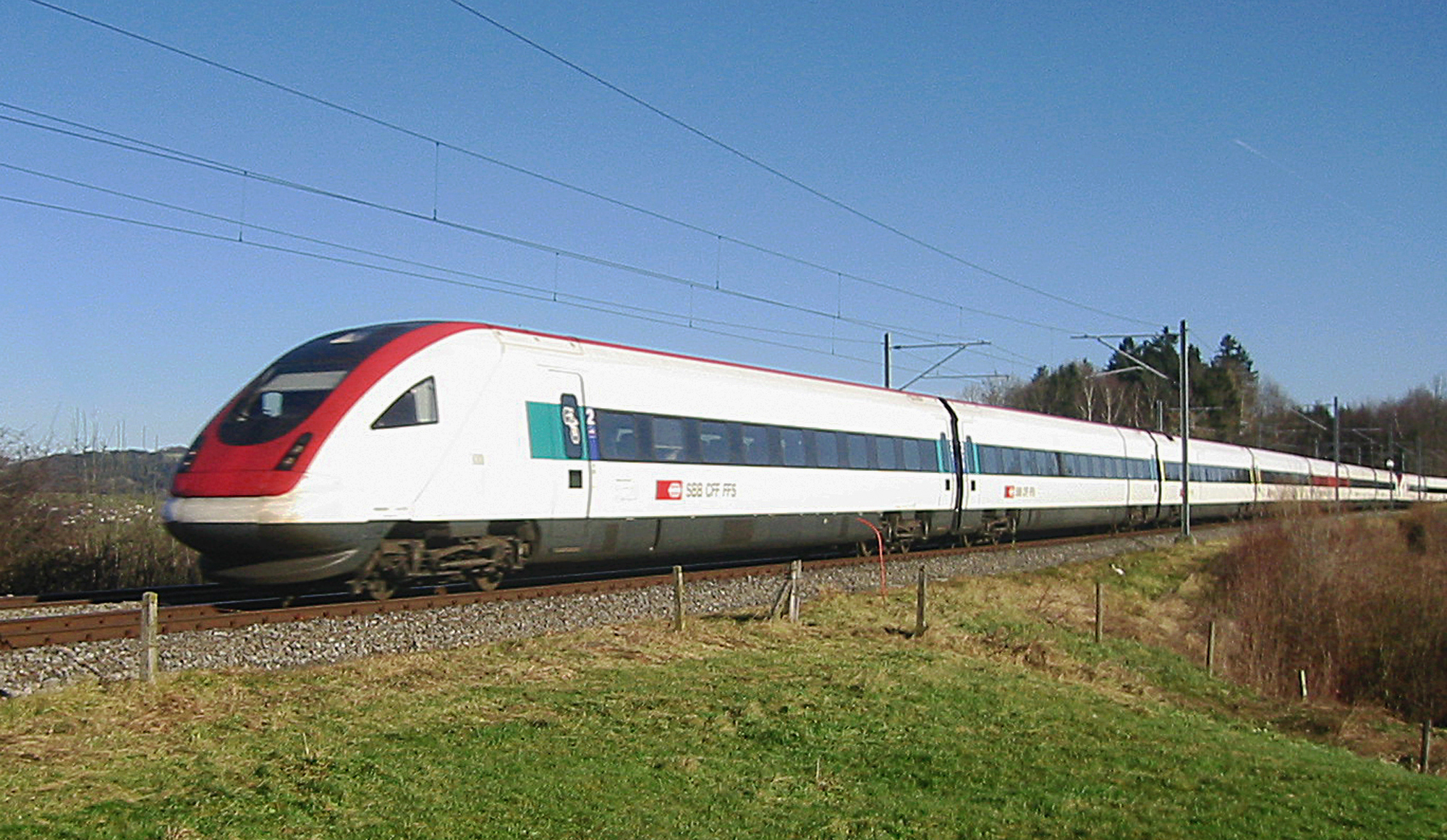
Rame ICN RABDe 500.

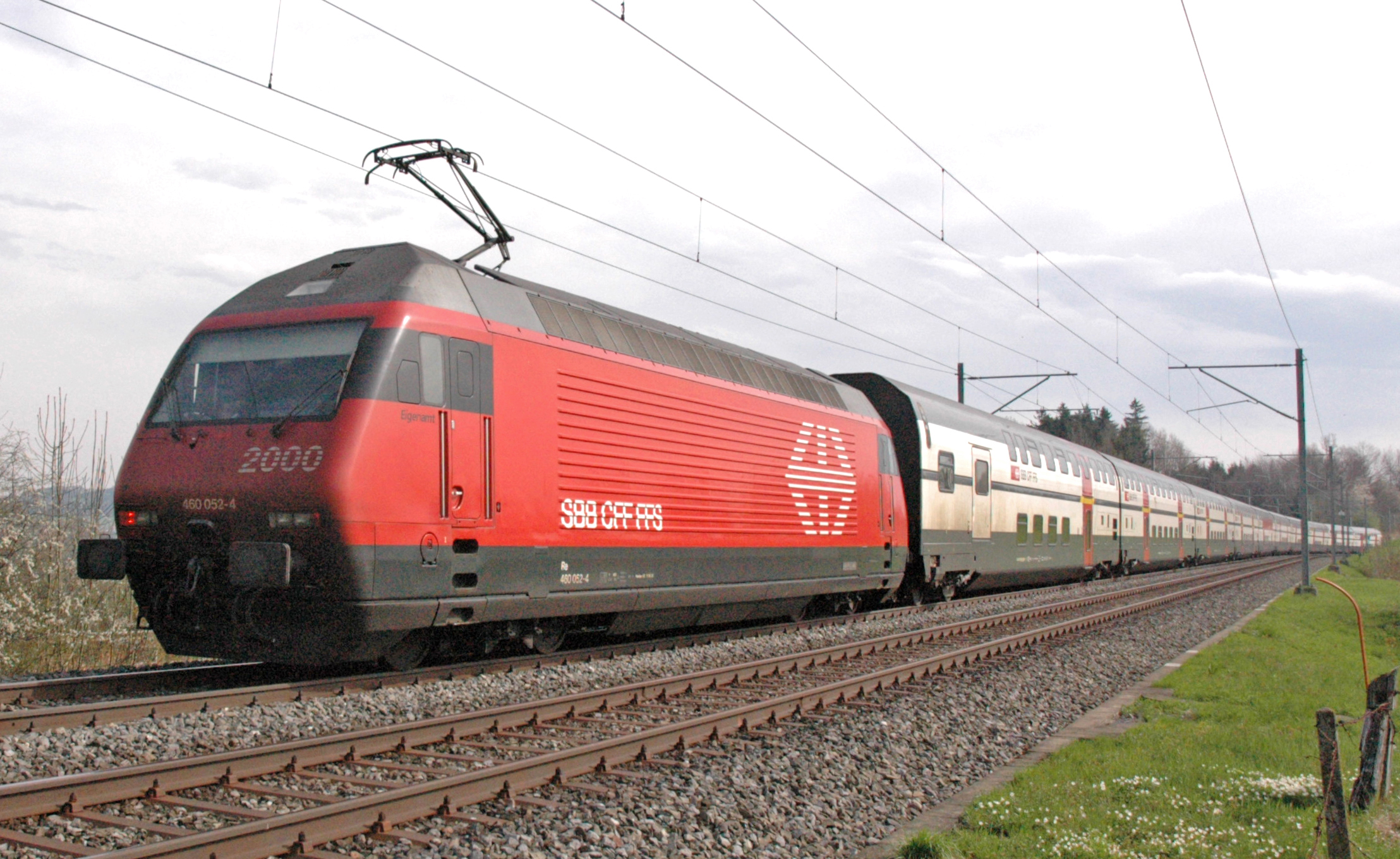
Rame CFF Re 460.

### Consistance
Réseau exploité : 3 011 km à voie normale dont 2 928 km électrifiés en courant alternatif 15 kV 16 2/3 Hz (norme allemande) plus 74 km en voie métrique électrifiés en courant alternatif 15 kV 16 2/3 Hz.
Le réseau compte 804 gares plus 5 gares de triage, 307 tunnels d’une longueur totale de 259 kilomètres et 6 000 ponts d’une longueur totale de 87 kilomètres (chiffres d'octobre 2007). Le réseau comporte plus de 30 000 signaux, 14 000 aiguillages, 700 postes d'enclenchement et 10 centrales électriques.
Depuis 1940 trône dans toutes les gares l'horloge des CFF, créée par l'ingénieur et designer Hans Hilfiker (1901 - 1993), alors employé des CFF. Outre son design, reconnaissable par tous les Suisses, la particularité de cette horloge est que la trotteuse (aiguille des secondes) fait référence à la palette rouge qu'utilisent les chefs de gare pour signaler le départ du train et qu'elle tourne en continu, sans saccade d'une seconde à l'autre, et s'arrête pendant exactement 1,5 seconde sur le point culminant du cadran avant de passer à la minute suivante. On la trouve également aujourd'hui sous forme de montre.

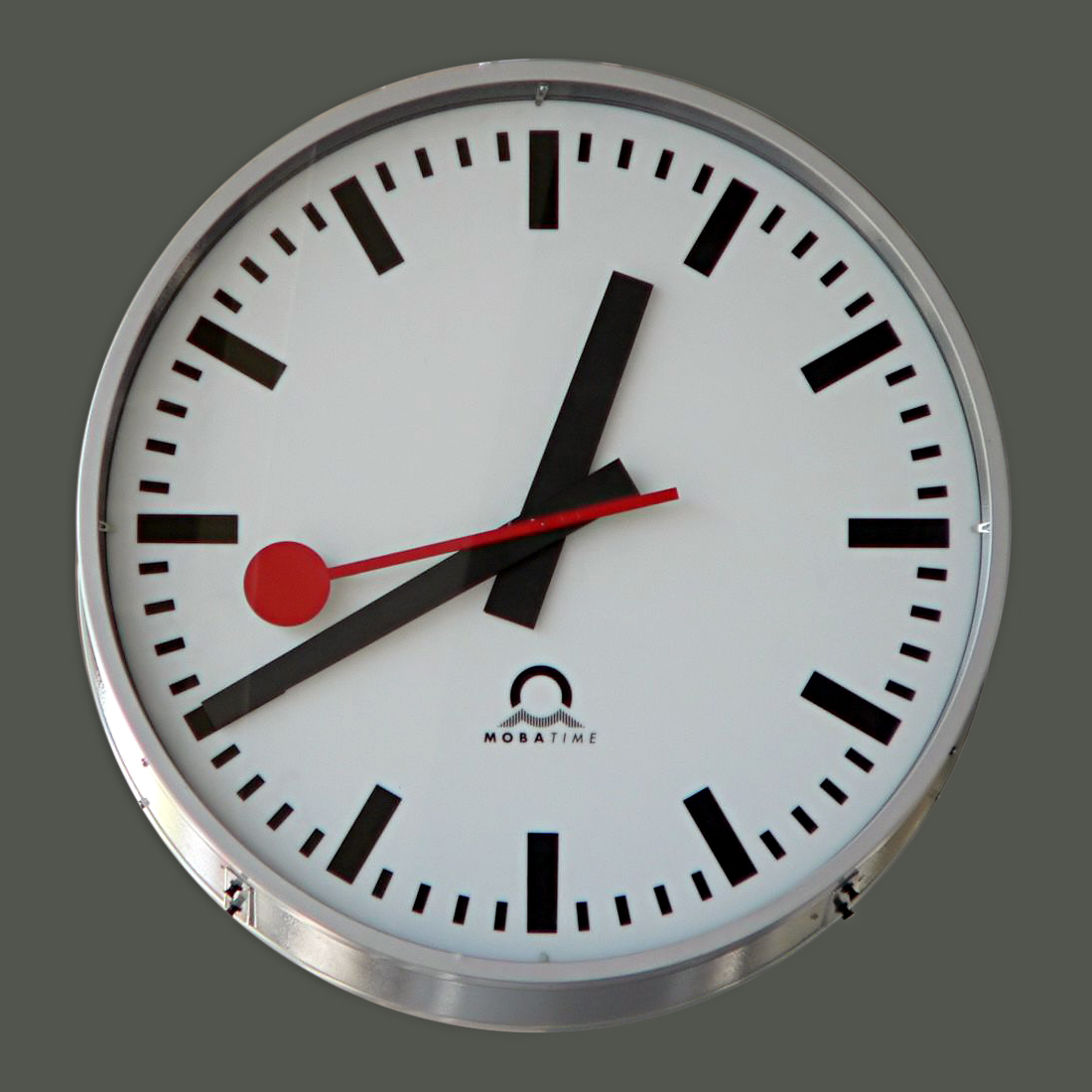
Horloge des chemins de fer fédéraux

### Ouverture à la concurrence
Le réseau suisse est ouvert à la concurrence en vertu de l'Ordonnance sur l'accès au réseau ferroviaire du 25 novembre 1998. Toute entreprise ferroviaire domiciliée en Suisse ou dans l'Union européenne est autorisée à y circuler sous réserve de disposer d'une licence et sous réserve d'accords internationaux pour les entreprises étrangères.
Concernant le trafic passagers, le réseau des CFF se caractérise par la généralisation du service cadencé à la demi-heure, voire au quart d'heure, sur la plupart des lignes principales. Les Suisses sont les Européens qui voyagent le plus souvent en train : 47 voyages par an et par habitant d'une longueur moyenne de 42 km (France : 15 voyages, Belgique : 16).

### Pic de puissance
Le cadencement implique que de nombreux trains accélèrent en même temps, ce qui provoque des pics de puissance en particulier le matin et le soir pour les pendulaires. L'augmentation des dessertes et les Nouvelles lignes ferroviaires à travers les Alpes (NLFA) sont également la cause de pics de consommation plus importants que par le passé. En 2011, la valeur des pics atteint 600 MW sur le réseau.
Contrairement à certains autres gestionnaires d'infrastructures ferroviaires, les CFF produisent la majeure partie de l'électricité leur étant nécessaire. Afin d'être plus réactifs, les CFF construisent de nouvelles installations comme la station de pompage-turbinage de Nant de Drance en Valais et pourront répondre à des pics de puissance de 850 MW.

### Pannes

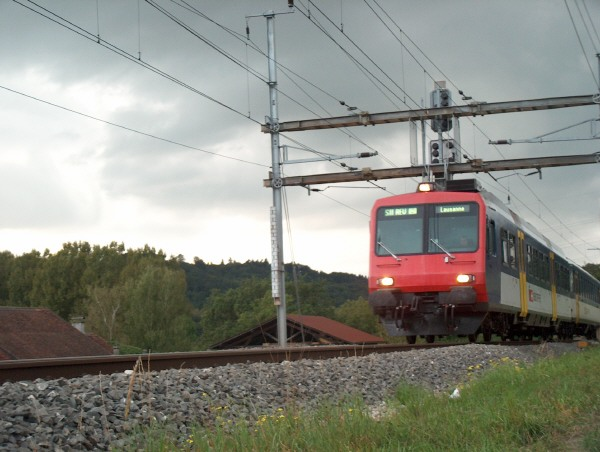
Un train régional "Colibri" dans le canton de Vaud.

Le 22 juin 2005, dans la plus grande panne de son histoire, le réseau ferroviaire suisse (CFF et BLS) a été totalement paralysé durant trois heures entre 18 heures et 21 heures. Plus de 100 000 voyageurs sont restés bloqués, parfois à l'intérieur de voitures dont la climatisation ne fonctionnait plus. La situation a été normalisée durant la nuit. Le 23 juin 2005, une nouvelle panne a frappé le réseau, uniquement en Suisse romande. Le réseau électrique, après la rupture d'une ligne de tension principale, s'est effondré. Une polémique a éclaté sur la fragilité du réseau électrique des CFF, qui est séparé du réseau domestique. La vente de courant CFF au réseau électrique domestique suisse a également été dénoncée.
De manière à éviter de nouvelles pannes, les CFF ont acheté des convertisseurs supplémentaires (qui adaptent le réseau domestique : soit pour vendre de l'électricité CFF, soit pour acheter du courant domestique) et reconfiguré certains des convertisseurs existants, de manière à garantir une meilleure stabilité du réseau électrique CFF à l'avenir.

### Ponctualité
La ponctualité du trafic voyageur entre 2012 et 2019 est la suivante :
| Année | Ponctualité |
| ----- | ----------- |
| 2012  | 88,01 %     |
| 2013  | 87,45 %     |
| 2014  | 87,69 %     |
| 2015  | 87,84 %     |
| 2016  | 88,82 %     |
| 2017  | 90,20 %     |
| 2018  | 90,13 %     |
| 2019  | 89,52 %     |

### Plan du réseau IC et IR
À partir du 10 décembre 2017, les trains IC et IR sont numérotés et un plan des différentes lignes est créé tel un réseau "RER", ceci ayant pour but de simplifier l'accès des voyageurs aux grandes lignes. Les lignes sont globalement numérotées selon le réseau autoroutier Suisse.

## Matériel roulant

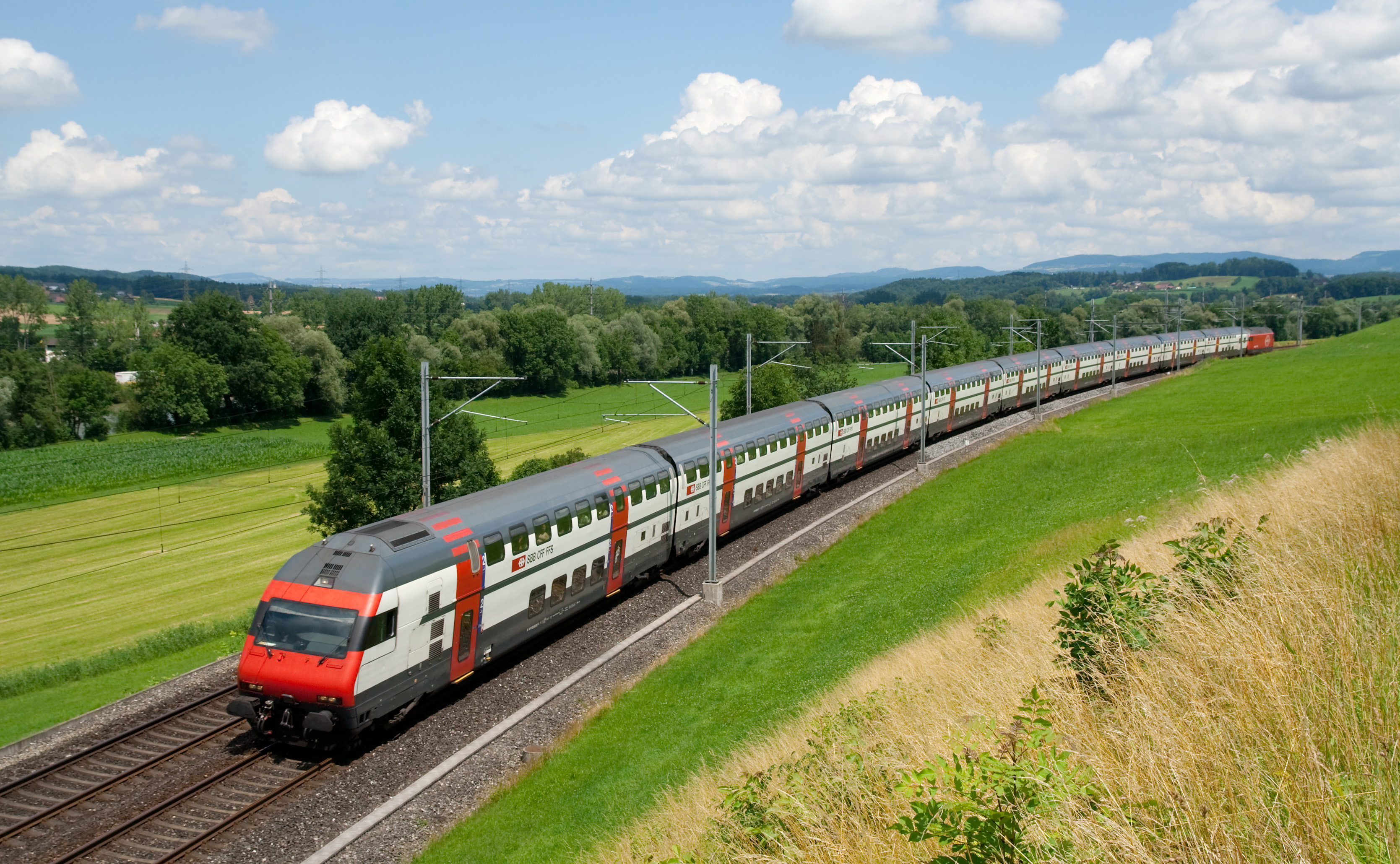
Un InterCity IC 2000, rame à deux niveaux en direction de Lucerne.

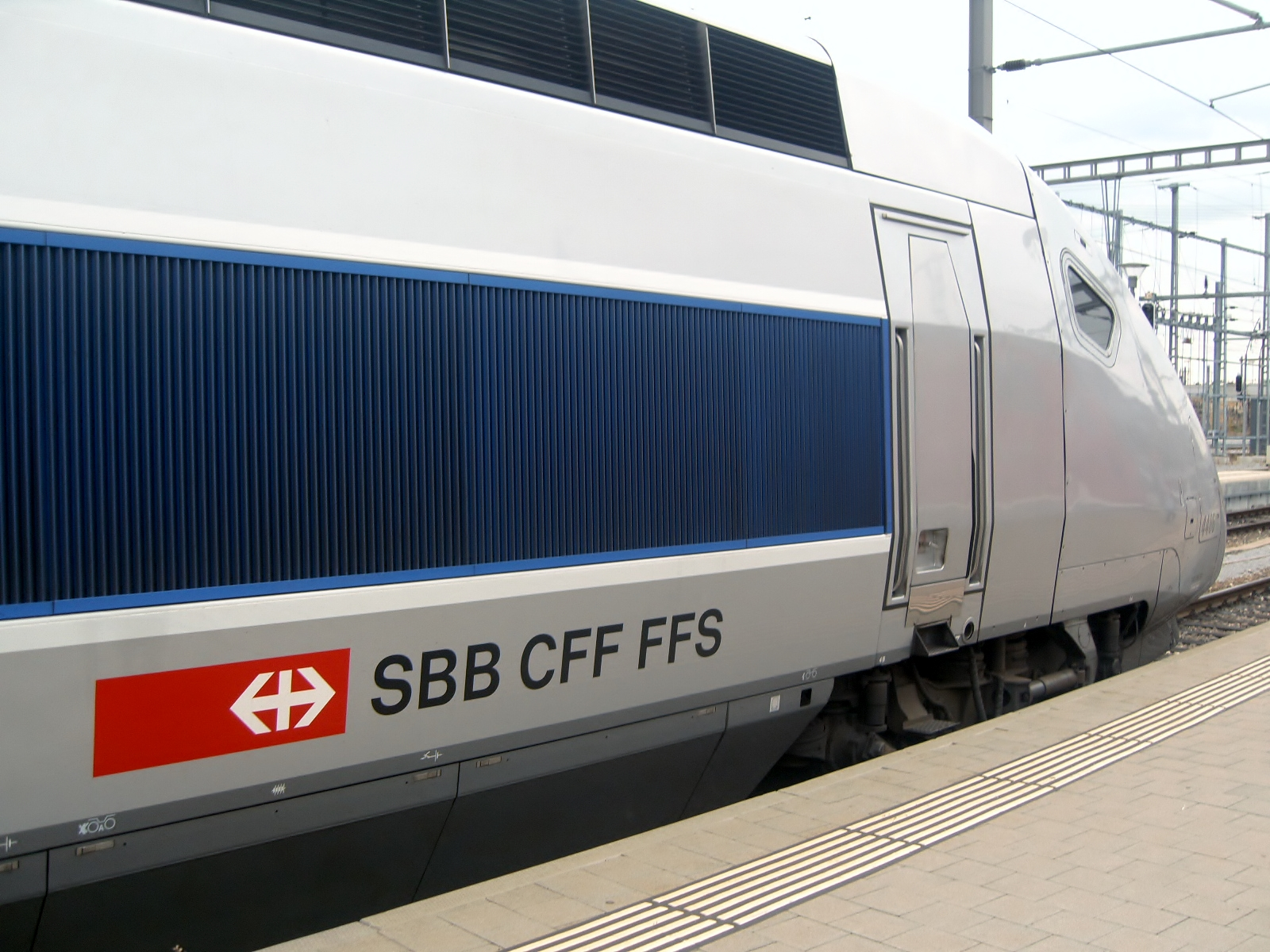
Le TGV POS 4406 « Basel », un des trois TGV appartenant aux CFF.

Le parc de matériel des CFF comprenait, en 2003, 17 702 véhicules, dont :
- 1 141 locomotives de ligne ;
- 507 locomotives de manœuvre et locotracteurs ;
- 3 883 voitures ;
- 12 171 wagons.

### Trafic international
Les CFF exploitent 26 rames pendulaires ETR 610 sur les lignes du Gothard et du Simplon. Les ETR 470 ont été retirés du réseau suisse en raison de leurs nombreux problèmes techniques, et ont été repris par Trenitalia dans le service Frecciabianca.
À l'avenir, les trains EC 250 Giruno de Stadler Rail seront déployés sur le nouvel axe du Gothard, avec les deux tunnels de base (Gothard et Ceneri).
Depuis 2012, la société Lyria, exploitée à 74 % par la SNCF et 26 % par les CFF, a repris l'intégralité du parc de TGV POS pour les dessertes Paris - Lausanne et Paris - Genève, tandis que l'axe Paris - Bâle - Zürich est assuré par du matériel TGV 2N2. Les TGV PSE ont été radiés au changement d'horaire de 2012, en raison de leur faible puissance sous la tension 15 kV 16,7 Hz du réseau suisse et de leur vitesse maximale de 270 km/h sous 25 kV 50 Hz, contre 320 km/h pour les POS et les 2N2.

### Trafic national
Les CFF possèdent plus de 340 voitures à deux étages IC 2000 pour les relations IC par exemple l'IC1 (Genève-St-Gall) et certaines relations IR par exemple l'IR15 (Genève-Lucerne via Berne). Ils possèdent aussi 44 rames pendulaires RABDe 500 appelées ICN (InterCityNeigezug) sur les autres relations IC comme l'IC5 (Genève - Saint Gall via Yverdon, Neuchâtel et Bienne) ou L'IC51 (Bienne - Bâle CFF).
La compagnie nationale exploite aussi des VU IV, tractées par des Re 460 sur certaines liaisons IR et IC.
Dès 2017, les 63 rames à deux étages Bombardier commenceront à être livrées. Leur nom est Twindexx Swiss Express (aussi appelées duplex TGL) ; elles atteindront la vitesse de 200 km/h.

### Trafic régional
Les CFF possèdent plus de 120 rames Flirt et 110 rames Domino, transformées à partir des anciennes RBDe 560 pour le trafic régional sur les divers RER Suisses. Le Réseau express régional zurichois est équipé de rames à deux niveaux RABe 511, RABe 514 et de rames tractées par des Re 450.
Pour les RegioExpress, les CFF possèdent des rames KISS de 4 et 6 voitures, pour les lignes Genève - Lausanne, Bern - Bienne, Zurich - Schaffhouse, etc. Ces rames sont également utilisées sur certains RER comme sur les S1 et la S5 du RER Vaud.
Sur certaines lignes régionales notamment sur la ligne du Seetal et les lignes régionales Jurassiennes, des Stadler GTW 2/8 (RABe 526 et RABe 520) sont exploités.

## Résultats économiques
Trafic réalisé (2008) :
- Voyageurs : 276,8 millions de voyageurs et 16,66 milliards de voyageurs-km
- Marchandises : −29,9 millions de francs (+83,4 %) (12,53 milliards de tonnes-kilomètres, contre 13,37 en 2007 et 10,12 en 2004).
- Immobilier : 3,3 millions de francs (+7,6 %).
- Infrastructure : 30,4 millions de francs.
- Énergie : 40,5 millions de francs.

Les CFF affichent un bénéfice consolidé de 345 millions de francs suisses, mais un flux de trésorerie négatif à −505,6 millions de francs suisses.
En 2020, les CFF annoncent une perte record de 219 millions et une hausse de sa dette de 1,5 milliard. Avec la crise liée à la pandémie de Covid-19 le nombre de voyageurs transporté ayant reculé de 1,32 million par jour à 840 000.

## Abonnements
L'entreprise propose un Abonnement général permettant aux voyageurs habitant en Suisse de circuler à volonté sur l'ensemble du réseau ainsi que d'utiliser les transports publics urbains, les bateaux, cars postaux (excepté les lignes touristiques en montagne où l'abonnement donne droit à des réductions), ainsi que d'obtenir des réductions sur les téléphériques et funiculaires. Une autre offre, l'abonnement demi-tarif, permet de diviser par deux le prix du billet.
| | 2e classe | 1re classe |
| --- | --------- | ---------- |
| AG Adulte (26-64 ans (dame) / 26-65 ans (homme))                                                                 | 3 995     | 6 520      |
| AG Senior (dès 64 ans (dame) / 65 ans (homme))                                                                   | 3 040     | 4 950      |
| AG Jeune (16-25 ans)                                                                                             | 2 780     | 4 450      |
| AG Jeune (25 ans)                                                                                                | 3 495     | 5 670      |
| AG Enfant (6-16 ans)                                                                                             | 1 720     | 2 850      |
| AG Handicapé | 2 600     | 4 120      |
| AG Duo (si conjoint possède déjà un AG)                                                                          | 2 860     | 4 450      |
| AG plus familia enfant 6 à 16 ans (si un parent possède déjà un AG)                                              | 710       | 2 850      |
| AG plus familia jeune 16 à 25 ans (si un parent possède déjà un AG)                                              | 970       | 2 880      |
| AG plus familia partenaire (si un parent possède déjà un AG et un autre un AG familia)                           | 2 290     | 3 590      |
| AG Night pour jeune de 16 à 25 ans (de 19h00 jusqu'à fin du service (5h00 lundi-vendredi, 7h00 samedi-dimanche)) | 99        |            |

Les prix des abonnements ont connu des augmentations au cours des années. Par exemple, l'abonnement général 2e classe pour un adulte, coûtait en 1985, 2'050 francs suisses, 2'300.- en 1991, 2'800.- en 1999, 2'990.- en 2004, 3'300.- en 2011, 3'655.- en 2015, 3'860.- en 2019,,.
En avril 1997, les CFF proposent un abonnement appelé Voie 7, destiné aux jeunes de 16 à 25 ans et permettant de voyager tous les soirs à partir de 19h00 et jusqu'au dernier train, en 2e classe, sur l'ensemble du réseau CFF et de nombreux chemins de fer privés, au prix de lancement de 79 francs pour une année. Cette idée est le fruit de la collaboration avec la société Brainstore à Bienne, crée par Markus Mettler et Nadja Schnetzler. En mai 2019, la voie 7, qui était passée au prix de 129 francs avec en plus l'obligation de posséder l'abonnement demi-tarif, est remplacée par une offre plus chère et plus complète appelée "Seven 25" pour 390 francs. Seven 25 permet d'avoir accès sur tout le réseau du pays, à la fois dans tous les trains, les bus, les trams urbains et les cars postaux. Auparavant, la Voie 7 était limitée aux seuls trains. En mars 2023, l'AG night, au prix de 99 francs par année, remplace les précédentes offres, et qui permet aux personnes de moins de 25 ans la libre circulation sur le réseau de lignes de l’abonnement général de 19h00 à la fin de l’exploitation, à 5h00 du  lundi au vendredi et 7h00 le samedi, dimanche.

## Série noire de 2013
En début d'année 2013, une série d'accidents se produit. Dans une interview accordée à la RTS, Walter von Andrian, rédacteur en chef de Schweizer Eisenbahn-Revue (de), déclare que ces évènements sont la conséquence des réformes de 1996 et 1999 qui ont impliqué des changements au niveau du personnel, des installations techniques et de l'organisation. De plus, il relève un personnel insuffisamment qualifié. Olivier Barraud, syndicaliste au SEV, y voit quant à lui la conséquence d'infrastructures mal entretenues pour diverses raisons économiques.
Le 10 janvier 2013, à la gare de Neuhausen-am-Rheinfall, une locomotive Re 420 Lion entre en collision avec une automotrice GTW Thurbo circulant en sens inverse à cause d'un feu rouge non respecté par l'un des deux mécaniciens de locomotive. Cela provoque 17 blessés dont 9 ont dû être hospitalisés. Le 2 février un train NPZ Domino déraille vers 9 heures du matin entre la gare de Châtillens et celle d'Écublens-Rue à la suite d'un éboulement de terrain ; un service de substitution par le bus sur la ligne Palézieux – Lyss entre la gare de Palézieux et celle de Payerne est mis en place. L'accident ne fait aucun blessé. 
Le 28 février un wagon historique déraille entre Bassersdorf et Effretikon ce qui perturbe le trafic sur la ligne Zurich-Winterthour. Le 7 mars, un train de marchandises devant livrer des voitures à deux étages aux ateliers de Bombardier à Villeneuve déraille aux alentours de 10 heures du matin près de Bern-Weyermannshaus, ce qui bloque le trafic régional. Le lendemain, le 8 mars, la locomotive Am 843 077-9 qui manœuvre à la gare de Cossonay termine sa course dans la Venoge à la suite de l'emboutissement d'un tampon d'un butoir après que le conducteur n'ait pas respecté un signal nain. Cet incident n'impacte cependant pas le trafic ferroviaire. Le mécanicien était employé par Widmer Rail Service, une société qui loue du personnel aux CFF. Sa conduite était jugée hésitante et peu sûre par les autres employés de la gare. Dans la soirée du même jour, la défaillance d'un feu provoquée par un relais défectueux bloque l'intégralité du trafic en gare de Lausanne.
Tout cela conduit l'entreprise à donner une conférence de presse à Berne le 11 mars, au cours de laquelle elle explique qu'aucune corrélation ne peut être établie entre tous ces accidents et que l'entreprise continuera à miser en priorité sur la formation du personnel et la sécurité, notamment avec l'investissement de près de 300 millions de francs consenti lors des prochaines années[Quand ?] dans ce dernier domaine.
Le 29 juillet, une collision frontale entre 2 trains se produit sur une voie unique à 200 m de la gare de Granges-près-Marnand, faisant 1 mort.

## Grands projets

### Rail 2000
Rail 2000 est un projet de modernisation du réseau suisse et d'augmentation de l'offre en transport de voyageurs destiné à inverser la tendance constatée dans les années 1980 (baisse du trafic ferroviaire et augmentation du trafic routier). Il fut adopté par la Confédération en 1987 (arrêté fédéral du 6 décembre 1987) et prévoyait à l'origine un investissement de 5,4 milliards de francs suisses de l'époque. En 1994, le projet fut scindé en deux étapes et les fonds alloués portés à 7,5 milliards.
La première étape de Rail 2000, comprenant plus de 120 chantiers répartis sur l'ensemble du réseau, a été achevée le 12 décembre 2004. La deuxième étape s'étalera jusqu'en 2022.

### Nouvelles lignes ferroviaires à travers les Alpes
Plus connu sous le sigle NLFA, ce projet consiste en la construction de deux nouveaux tunnels ferroviaires de base :
- Nouveau tunnel de base du Gothard qui relie le canton du Tessin (et l'Italie) à la Suisse centrale (et Zurich), comportant un tunnel de base de 57 km sous le massif du Saint-Gothard qui sera parcouru par des trains circulant à 250 km/h. Ce tunnel à deux galeries sera complété au nord par le tunnel du Zimmerberg (15 km) et au sud par le tunnel du Monte Ceneri (20 km). Les travaux ont commencé en 1999. Ils sont menés par une filiale des CFF (AlpTransit Gothard SA). L'ouverture au service commercial a été effectuée en décembre 2016. Pour mémoire, le tunnel du Saint-Gothard (ligne sommitale), date de 1882, est situé plus en altitude et mesure 15 km de long.
- Nouveau tunnel de base du Lötschberg, long de 34,5 km, qui relie Berne (canton de Berne) à Brigue (canton du Valais) dont la livraison a eu lieu le 16 juillet 2007 et la mise en service le 11 décembre de la même année. Ce tunnel appartient et est exploité non pas par les CFF, mais par la société privée BLS.

## Divisions et filiales
Les CFF sont divisés en quatre divisions : 
- Voyageurs pour tous les transports de personnes.
- Cargo pour tous les transports de fret (CFF Cargo).
- Infrastructure pour l'entretien des voies, de la signalisation, etc. ainsi que pour l'exploitation du réseau
  - CFF Énergie est une unité de la division Infrastructure des CFF chargée de l'alimentation du réseau en courant de traction. Elle assure aussi l'alimentation des installations techniques ferroviaires en courant triphasé.
- Immobilier pour la gestion des bâtiments telles que les gares, dépôts, bureaux, centre commerciaux.

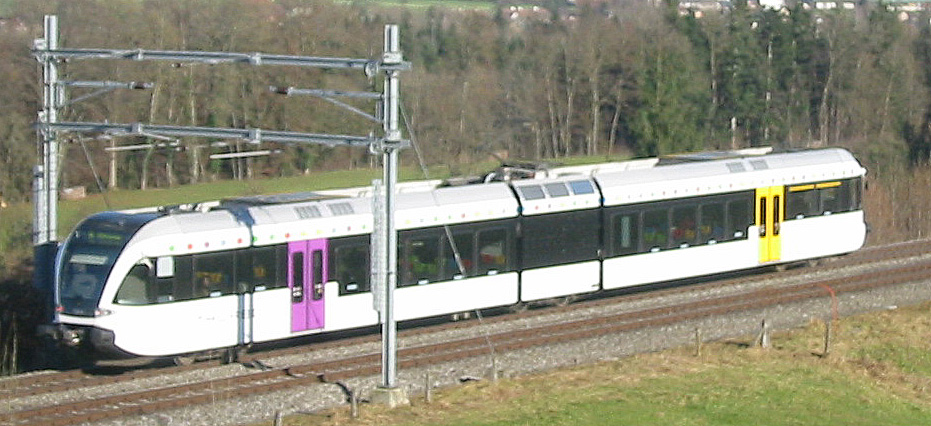
Une rame de RER de la filiale Thurbo dans le canton de Saint-Gall

Les CFF possèdent plusieurs filiales :
- Filiales à 100 %
  - AlpTransit Gotthard (Construction du tunnel de base du Saint-Gothard), Lucerne
  - Elvetino (Restauration à bord des trains), Zurich
  - CFF Historic, Windisch
  - SBB GmbH (Transport de passagers par RER et trains régionaux dans la région de Constance), Constance (D)
  - Etzelwerk AG (Centrale hydro-électrique), Einsiedeln
  - SBB Insurance (Assurance), Vaduz (FL)
- Filiales "partagées"
  - Thurbo (Transport de passagers par RER et trains régionaux dans la région de Saint-Gall), Kreuzlingen (90 %)
  - Krafwerk Amsteg AG (fournisseur d’électricité), Silenen (90 %)
  - Kraftwerk Wasser AG (fournisseur d’électricité), Wassen (90 %)
  - RailAway (Distributeur de prestations loisirs en Suisse), Lucerne  (86 %)
  - CFF Cargo (transport fret), Olten
    - SBB Cargo International, Olten (75 % CFF Cargo, 25 % Hupac)
    - SBB Cargo Deutschland GmbH (Filiale allemande de SBB Cargo International), Duisbourg (D)
    - SBB Cargo Italia S.r.l. (Filiale italienne de SBB Cargo International), Milan (I)
    - SBB Cargo Nederland B.V. (Filiale néerlandaise de SBB Cargo International), Rotterdam (NL)
    - ChemOil Logistics SA (Transport logistique de produits pétroliers et chimiques), Bâle (65 %)
    - ChemOil Logistics GmbH (Filiale allemande de ChemOil Logistics SA), Weil am Rhein (D)
    - RAlpin (Transport fret), Olten (33 % CFF Cargo, 33 % BLS, 33 % Hupac, 1 % RAlpin)
    - Hupac SA (Transport fret), Chiasso (24 %)
    - TERCO (Entreprise de logistique et de ferroutage), Chavornay (18 %)

  - RT&S Lokführer-Akademie GmbH, Duisbourg (D) (75 %)
  - Ritom SA (Fournisseur d’électricité), Quinto (75 %)
  - RegionAlps (Transport de passagers par RER et trains régionaux dans le canton du Valais), Martigny (70 % CFF, 12 % TMR, 12 % VS)
  - Login FP SA (Entreprise formatrice), Olten (69 % CFF, 10 % BLS, 10 % Rhb, 10 % UTP)
  - Zentralbahn (Transport de passagers par RER et trains régionaux en Suisse centrale), Stansstad (66 % CFF, 16 % CH, 12 % NW, 5 % OW, 5 % Engelberg)
  - Sensetalbahn AG (concessionnaire), Berne (65 % CFF, 34 % PAG)
  - CFF Cargo (Transport fret), Olten (60 %)
  - Lémanis (Gestion du Léman Express), Chêne-Bourg (60 % CFF, 40 % SNCF)
  - Swiss Travel System SA (Distributeur de produits ferroviaire touristiques en Suisse), Zurich (60 %)
  - EuroBasilea, Muttenz (60% CFF, 40% SNCF)
  - Transsicura AG (Sécurité dans les transports publics), Berne (51%)
  - TiLo (Transport de passagers entre le Tessin et la Lombardie), Bellinzone (50 % CFF, 50 % TI)
  - RheinAlp GmbH, Francfort-sur-le-Main (D) (50 % CFF, 50 % DB)
  - Parking de la Gare de Neuchâtel SA, Neuchâtel (50 %)
  - Nant de Drance (Fournisseur d’électricité), Finhaut (39 % Alpiq, 36 % CFF, 15 % IWB, 10 % FVB)
  - Kraftwerk Göschenen AG (Fournisseur d’électricité), Göschenen (36 %)
  - Grosse Schanze AG (Services immobiliers), Berne (34 %)
  - Gateway Basel Nord AG (Transport maritime), Bâle (33 % CFF Cargo, 33 % Hupac, 33 % Contargo AG)
  - BOS Management AG, Altstätten (31 %)
  - TGV Lyria (Transport de passagers par TGV entre la Suisse et la France), Paris (F) (74 % SNCF, 26 % CFF)
  - Sillon Suisse SA, Berne (25 %)
  - Swiss Travel Centre AG (Agence de tourisme), Zurich (24 %)
  - Parking de la Place Cornavin SA, Genève (20 %)
  - EUROFIMA (Société Européenne pour le Financement de Matériel Ferroviaire), Bâle
- Membre
  - Union des transports publics, Berne
  - Alliance SwissPass, Berne
  - Union internationale des chemins de fer, Paris (F)
  - Forum Train Europe, Berne
  - Communauté européenne du rail, Bruxelles (B)
- Anciennes filiales
  - öV Preis–und Vertriebssystemgesellschaft AG, Berne
  - RailEurope, Puteaux (F)
  - Cisalpino, Muri bei Bern
  - TEE

## Police des transports CFF

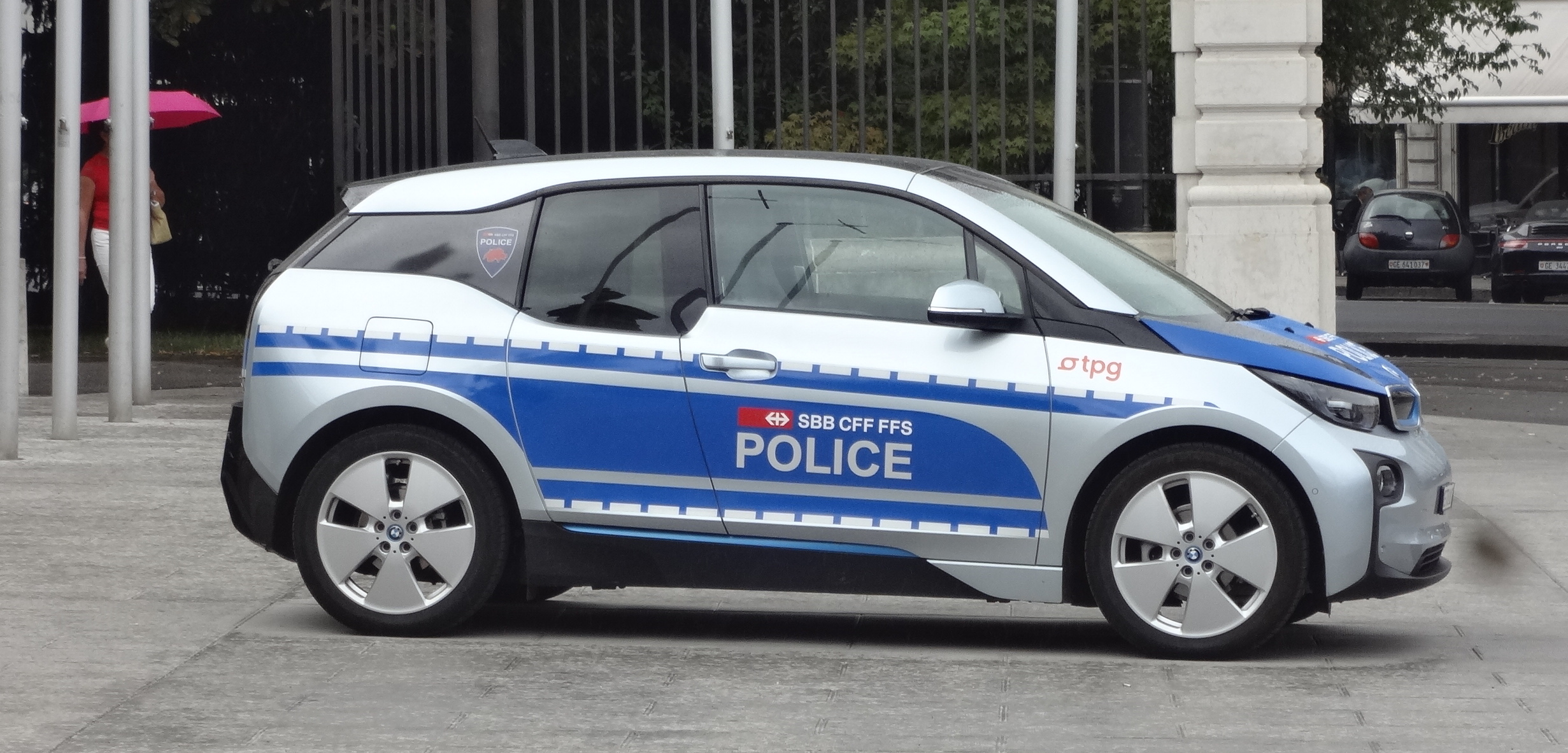
Un véhicule de la Police des transports CFF, à Genève.

La police des transports dépend entièrement des CFF, elle est inscrite dans une loi fédérale depuis 2011 et compte en 2017 plus de 250 agents,.

## Identité visuelle et sonore

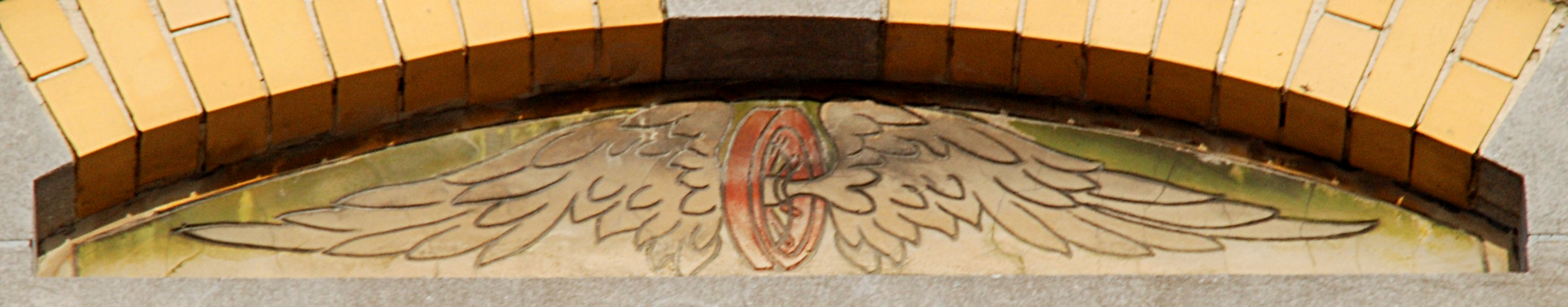
La roue ailée (ici sur la façade principale de la gare de Genval, en Belgique) était un symbole courant des chemins de fer depuis ses débuts, au XIXe siècle. Ce symbole a été utilisé comme emblème par les CFF, jusqu’en 1971.

Le logo en usage depuis 1982.

Jusqu’en 1971, l'emblème des CFF consistait en une roue ailée, plus ou moins stylisée au fil des révisions. En 1972, le graphiste bernois Hans Hartmann (de) conçoit la croix, dont les bras latéraux sont prolongés par une flèche. Le logo actuel (flèche blanche sur fond rouge et sigle de la société dans les trois langues officielles du pays, écrit en noir sur blanc en Helvetica) date de 1982 et est l'œuvre de l'atelier du graphiste Josef Müller-Brockmann. La croix blanche est un symbole bien connu de la Suisse, et les flèches représentent le transport d’un point à un autre du pays. Quant à la police Helvetica, son nom est évidemment l'adjectif latin signifiant « suisse », au féminin.
Les CFF ont une mélodie qui correspond aux sigles SBB, CFF, et FFS. Ceux-ci sont transposés au moyen des notes de musique allemandes. Une tierce est jouée sur le dernier temps de chaque sigle.
| Sigle     | Notation allemande | Notation francophone |
| --------- | ------------------ | -------------------- |
| S – B – B | S – B – Ges/B      | mi♭ – si♭ – sol♭/si♭ |
| C – F – F | C – F – Des/F      | do – fa – ré♭/fa     |
| F – F – S | F – F – C/S        | fa – fa – do/mi♭     |

La note S des sigles allemand et italien peut aussi être notée Es. La mélodie est interprétée au vibraphone.